# Estádio Centro Esportivo Olímpico

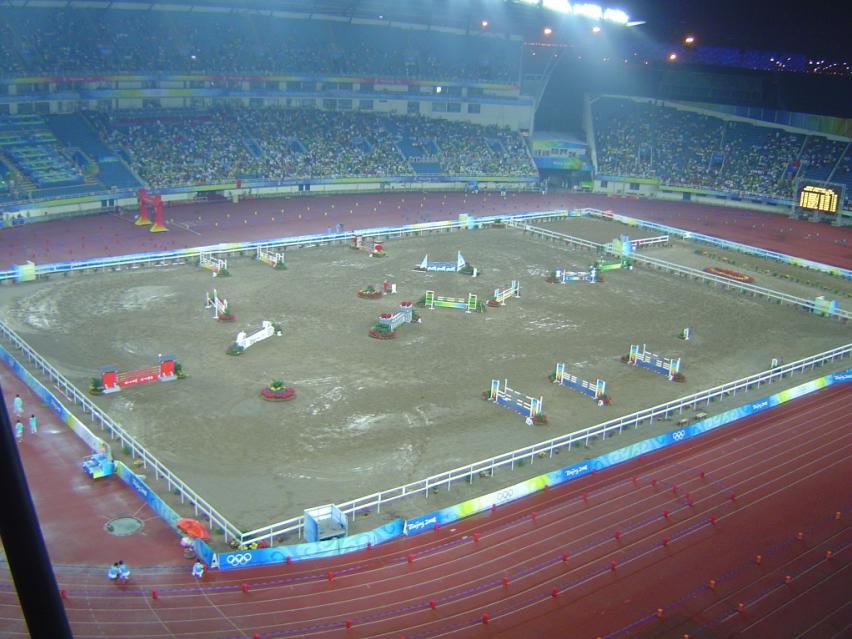
Visão interna do estádio

O Estádio Centro Esportivo Olímpico é um estádio multiuso localizado no Olympic Green, em Pequim, na China. Atualmente é mais usado para o futebol. Foi construído em 1990 para os Jogos Asiáticos. O estádio passou por uma remodelação para os Jogos Olímpicos de Verão de 2008, no qual sediou partidas de futebol e as etapas de hipismo e corrida do pentatlo moderno. Para a competição de hipismo do pentatlo, o campo de futebol foi transformado em um campo de saltos temporário (já que as competições de hipismo dos Jogos foram realizadas em Hong Kong). 
O estádio ocupa uma área total de 34.975 m², o que excede a área do estádio original em 20 mil m². A capacidade do estádio dobrou depois da renovação, passando de 18.000 para 36.228 lugares.